# Power Strike II (videojuego para Game Gear)
Power Strike II, conocido en Japón como GG Aleste II (ＧＧアレスタＩＩ?) es un videojuego de matamarcianos programado por Compile y publicado por Sega para la videoconsola portátil Game Gear en 1993. Una entrada en la serie Aleste, es una continuación de GG Aleste (1991). El juego sigue a Alice Waizen pilotando la nave de combate espacial Lance Bird para detener un objeto parásito desconocido adjunto al satélite de defensa blindado Algo. Su jugabilidad es similar a la entrada anterior de Aleste en Game Gear, con el jugador luchando contra enemigos y jefes, mientras evita la colisión con sus proyectiles y otros obstáculos.
Power Strike II fue codiseñado por Hiroki Kodama y Takumi Yamashita, con Takafumi Tanida y Masamitsu Niitani como director y productor respectivamente. El trabajo en el proyecto comenzó después de la finalización de Spriggan Mark 2: Re-Terraform Project, ya que Tainda le pidió a Kodama que lo hiciera, quien quería dejar que su talento floreciera antes de que Robo Aleste entrara en producción. El juego obtuvo una recepción generalmente favorable por parte de los críticos. El título se incluyó como parte de Aleste Collection para Nintendo Switch y PlayStation 4, así como en una variante de Game Gear Micro incluida como parte de una edición limitada con todos los juegos de la compilación principal. Le siguió GG Aleste 3 (2020), mientras que dos de los miembros del personal del juego trabajarían más tarde en un juego de disparos casero para Game Gear titulado Gunstream.

## Jugabilidad
Power Strike II es un juego de disparos de desplazamiento vertical. La trama sigue a Alice Waizen, prima de la protagonista de GG Aleste, Ellinor Waizen, pilotando la nave de combate espacial Lance Bird para detener un objeto parásito desconocido adjunto al satélite de defensa blindado Algo. Antes de comenzar, el jugador tiene la opción de cambiar la dificultad del juego. Su modo de juego es similar a la entrada anterior de Game Gear; el jugador controla la nave de combate Lance Bird a través de seis etapas cada vez más difíciles sobre un fondo en constante desplazamiento, poblado con una variedad de fuerzas enemigas y obstáculos, y el escenario nunca deja de moverse hasta que aparece un jefe. alcanzado, que debe ser combatido para seguir avanzando. Después de la segunda y quinta etapa hay una ronda de bonificación que recuerda a After Burner, donde los enemigos vuelan en una formación preestablecida que el jugador debe derribar.
El jugador tiene un arma principal que puede potenciarse recolectando "Power Chips". También hay cuatro armas especiales diferentes para obtener y estas se pueden actualizar si se recoge la misma arma que se está utilizando actualmente. El jugador también puede seleccionar su arma inicial al principio. El Lance Bird está equipado con un número limitado de bombas que dañan los objetos en pantalla al detonar. Ser golpeado resultará en la pérdida de una vida, así como una penalización por disminuir la potencia de fuego de la nave a su estado original y el juego termina una vez que se pierden todas las vidas, aunque el jugador tiene un límite para seguir jugando.

## Desarrollo y Lanzamiento
Power Strike II (también conocido como GG Aleste II) fue creado por Compile, que había desarrollado previamente GG Aleste (1991) para Game Gear. Fue dirigido por Takafumi "Taka" Tanida, quien fue jefe de desarrollo en Compile, y producido por Masamitsu Niitani. Hiroki Kodama y el programador Takumi "Takin" Yamashita fueron los codiseñadores del juego. Kodama también actuó como co-artista gráfico junto a Hiroshi "Tan" Konishi. El sonido estuvo a cargo de Chie "Imami Pon" Ōya y Tomonori "Ba.M" Minami bajo la supervisión de Masanobu Tsukamoto. El personal relató el proceso de creación del proyecto a través de entrevistas. El desarrollo comenzó después de completar Spriggan Mark 2: Re-Terraform Project, con Tanida pidiéndole a Kodama que hiciera el título, quien quería dejar que su talento floreciera antes de que comenzara la producción de Robo Aleste. Yamashita ocasionalmente tuvo disputas con compañeros de trabajo debido a su obsesión por la programación, lo que provocó una regla que le permitía estar libre durante el proceso. Las etapas de bonificación pseudo-3D se implementaron a pedido de Kodama. Manabu Namiki, planificador y director de su seguimiento GG Aleste 3 (2020), comentó que no hubo efectos de sonido compartidos entre GG Aleste y GG Aleste II. Kodama respondió a su pregunta, afirmando que podría haber cambios en el controlador de sonido, pero no estaba seguro. El juego estaba destinado a tener cuatro megabits, pero el tamaño de su ROM se redujo a la mitad a 2 megabits, lo que provocó la alteración de ciertos elementos, pero los jefes se hicieron más grandes. Como la pantalla de Game Gear era propensa a las imágenes secundarias, las balas enemigas se colorearon de rojo y verde para mejorar la visibilidad general.
El juego fue programado por primera vez por Sega para ser lanzado para Game Gear en septiembre de 1993, pero se lanzó en Japón con el título GG Aleste II el 1 de octubre, y más tarde en Europa bajo el nombre de Power Strike II ese mismo año. El título se incluyó como parte de Aleste Collection, que M2 lanzó en Japón bajo su sello editorial M2 ShotTriggers para Nintendo Switch y PlayStation 4 el 24 de diciembre de 2020. También se agregó en una variante de Game Gear Micro, incluido como parte de una edición limitada para Aleste Collection, que contenía todos los juegos de la compilación principal. Wave Master distribuyó en Japón el 21 de abril de 2022 un álbum que contiene la banda sonora original del juego y otros títulos que aparecen en Aleste Collection. Dos de los miembros del personal del juego trabajarían más tarde en un juego de disparos casero para Game Gear titulado Gunstream.